# Sven Jacobsson
Sven Jacobsson (* 17. April 1914; † 9. Juli 1983) war ein schwedischer Fußballnationalspieler.

## Laufbahn
Jacobsson spielte zwischen 1934 und 1951 für GAIS Göteborg in der Fotbollsallsvenskan und der Division II. Damit hält er den Vereinsrekord für die längste Verweildauer eines Spielers bei GAIS. In 280 Ligaspielen, davon 231 Erstligaspiele, gelangen ihm 80 Tore, 40 davon in der Ersten Liga.
Jacobsson war zudem siebenfacher schwedischer Nationalspieler. Er gehörte bei der Weltmeisterschaft 1938 zum Aufgebot der Landesauswahl und wurde im Viertel- und Halbfinale eingesetzt.